# (17176) Viktorov
(17176) Viktorov est un astéroïde de la ceinture principale.

## Description
(17176) Viktorov est un astéroïde de la ceinture principale. Il fut découvert le 30 septembre 1999 à Socorro (Nouveau-Mexique) par le projet LINEAR. Il présente une orbite caractérisée par un demi-grand axe de 2,20 UA, une excentricité de 0,06 et une inclinaison de 5,2° par rapport à l'écliptique.

## Compléments